# فيليب ر. فورد
فيليب ر. فورد (بالإنجليزية: Phillip R. Ford)‏ هو مخرج أمريكي، ولد في 31 مايو 1961.

## وصلات خارجية
- فيليب ر. فورد على موقع IMDb (الإنجليزية)
- فيليب ر. فورد على موقع قاعدة بيانات الفيلم (الإنجليزية)
- فيليب ر. فورد على موقع كينوبويسك (الروسية)